# Peer Steinbrück
Peer Steinbrück (* 10. ledna 1947 v Hamburku) je německý politik, člen Sociálnědemokratické strany Německa. V letech 2002 až 2005 byl premiérem Severního Porýní-Vestfálska a v letech 2005 až 2009 byl spolkovým ministrem financí v první vládě Angely Merkelové. Na tiskové konferenci 28. září 2012 jej předseda strany Sigmar Gabriel oznámil jako kandidáta na kancléře pro federální parlamentní volby v roce 2013.

## Život

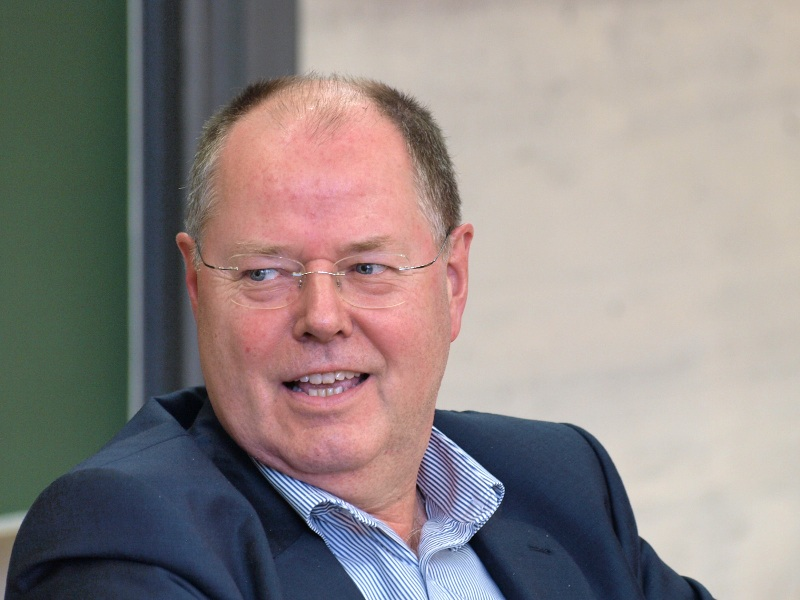
Peer Steinbrück v roce 2011

Peer Steinbrück se narodil v Hamburku a po vojenském výcviku, kde se z něj stal důstojník v záloze německé armády, studoval ekonomii v Kielu. Pak pracoval pro vládní úřady, např. v letech 1978 až 1981 v úřadě spolkového kancléře Helmuta Schmidta. V osmdesátých létech byl předsedou úřadu premiéra Severního Porýní-Vestfálska Johannesa Raua.
V roce 1993 se stal ministrem ekonomiky a infrastruktury v Šlesvicku-Holštýnsku, stejný úřad pak zastával od roku 1998 zpátky v Severním Porýní-Vestfálsku. Tam byl později od roku 2000 ministrem financí.
V letech 2002 až 2005 byl premiérem Severního Porýní-Vestfálska v čele koalice sociálních demokratů a Zelených. Ve volbách 22. května 2005 ovšem sociální demokraté prohráli a do čela státu se dostali křesťanští demokraté. To mělo důsledek i na federální úrovni: Oslabený kancléř Gerhard Schröder se rozhodl vyvolat předčasné volby do Německého spolkového sněmu, ke kterým došlo v září 2005.
Volby do spolkového sněmu dopadly nerozhodně a výsledkem byla velká koalice pod vedením Angely Merkelové, v jejíž vládě Peer Steinbrück získal funkci spolkového ministra financí. Ve stejné době se zároveň stal místopředsedou sociálních demokratů.